# Geostorm
 Geostorm is een Amerikaanse rampenfilm uit 2017, geregisseerd door Dean Devlin. De hoofdrollen zijn vertolkt door Gerard Butler, Jim Sturgess en Abbie Cornish.

## Verhaal
De klimaatsverandering is in een stroomversnelling geraakt en overheden hebben wereldwijd samengewerkt aan het satellietprogramma ‘Dutch Boy’ (genoemd naar de held van Haarlem) dat het klimaat weer op de rails moet zetten. Inmiddels wordt de aarde dankzij dit staaltje technologie al twee jaar beschermd. Maar uiteindelijk gaat er iets vreselijk mis, ‘Dutch Boy’ veroorzaakt plotseling de rampen die het eigenlijk zou moeten tegen gaan. Er ontstaan wereldwijd gigantische tornado's, koude en hittegolven, extreme onweersbuien, tsunami's en andere natuurrampen. Twee broers moeten er alles aan doen om de wereld te redden van de opkomende Geostorm.

## Rolverdeling
| Acteur               | Personage              |
| -------------------- | ---------------------- |
| Gerard Butler        | Jake Lawson            |
| Jim Sturgess         | Max Lawson             |
| Abbie Cornish        | Sarah Wilson           |
| Alexandra Maria Lara | Ute Fassbinder         |
| Daniel Wu            | Cheng Long             |
| Eugenio Derbez       | Al Hernandez           |
| Amr Waked            | Ray Dussette           |
| Adepero Oduye        | Eni Adisa              |
| Andy García          | president Andrew Palma |
| Ed Harris            | Leonard Dekkom         |
| Robert Sheehan       | Duncan Taylor          |
| Richard Schiff       | Senator Cross          |
| Zazie Beetz          | Dana                   |